# Bike Boy
Bike Boy es una película de vanguardia realizada en el año 1967, dirigida por el artista estadounidense Andy Warhol. Protagonizada por Viva, Josep Spencer e Ingrid Superstar.